# Elçin Əlizadə
Elçin Əlizadə (ur. 2 stycznia 1986 w Baku) – azerski bokser, srebrny medalista Mistrzostw Świata w Mianyang z roku 2005, brązowy medalista Mistrzostw Europy w Płowdiwie z roku 2006, brązowy medalista Mistrzostw Świata Juniorów w Czedżu, trzykrotny medalista Mistrzostw Świata Kadetów z roku 2001, 2002, 2003 oraz dwukrotny medalista Mistrzostw Europy Kadetów z roku 2002 i 2003.

## Kariera
W październiku 2001 zdobył srebrny medal na Mistrzostwach Świata Kadetów w Baku. W finale przegrał z Ukraińcem Ismajiłem Siłłachem. W roku 2002 i 2003 zdobywał brązowe medale na Mistrzostwach Świata Kadetów w Kecskemét oraz w Bukareszcie. W roku 2002 zwyciężył na Mistrzostwach Europy Kadetów we Lwowie, zdobywając złoty medal, a w 2003 w Kownie zdobył brązowy.
Na Mistrzostwach Świata w Mianyang zdobył srebrny medal w kategorii ciężkiej. W finale przegrał walkowerem z reprezentantem Rosji Aleksandrem Aleksiejewem. W roku 2006 zdobył brązowy medal na Mistrzostwach Europy w Płowdiwie.